# نظرية الحكم الاجتماعي
نظرية الحكم الاجتماعي: هي نموذج اتصالي يوضح ان الرسائل الاتصالية المقنعة هي الأكثر احتمالا في تغيير المواقف والإتجاهات. تمت صياغة هذه النظرية من قبل مظفر شريف (ازمير \ تركيا 1906) في عام 1961م وتقترح النظرية ان الإقناع هو عملية تدريجية والخطوة الأولى منها تنطوي على سماع أو قراءة رسالة وتقيمها فورا وفق (مستوى الأنا الذي تشاركه) اما الخطوة الثانية فتتضمن تعديل الموقف سواء بالقبول أو الرفض، وهناك ثلاث مناطق محددة مسبقاً في اذهاننا عند استلام هذه الرسالة كما وضحها شريف وهي:-
•	خط عرض القبول: ويتألف من مجموعة من المواقف يكون الشخص فيها على استعداد القبول أو الموافقة.
•	خط عرض عدم الالتزام: وهذا الجانب يحتوي على مجموعة من الافكار والآراء المحايدة أو غير المبالية إلى عقلية الفرد (والرسائل التي تقع ضمن هذا الخط هي الأكثر احتمالاً لتحقيق التغيير المطلوب في الموقف).
خط عرض الرفض: وتقع ضمن هذه المنطقة الأفكار والآراء التي يعترض عليها الفرد أو غير المقبولة لديه، وكلما زاد خط عرض الرفض لدى الفرد تجاه قضية معينة كلما كان الإقناع أكثر صعوبة حيث ينظر إليها الفرد على أنها أكثر عدائية وبالتالي يصعب تغيير الموقف.